# سيكو ياماناكا
سيكو ياماناكا (باليابانية: 山中 誠晃) (22 يناير 1989 في كوتشي في اليابان – )؛ هو لاعب كرة قدم ياباني سابق كان يلعب كمدافع.

## وصلات خارجية
- سيكو ياماناكا على موقع رابطة كرة القدم اليابانية للمحترفين (اليابانية)
- سيكو ياماناكا على موقع قاعدة بيانات كرة القدم.إي يو (الإنجليزية)
- سيكو ياماناكا على موقع Soccerway.com (الإنجليزية)
- سيكو ياماناكا على موقع عالم كرة القدم.نت (الإنجليزية)